# Porcellio rufobrunneus
Porcellio rufobrunneus är en kräftdjursart som beskrevs av Omer-Cooper 1923. Porcellio rufobrunneus ingår i släktet Porcellio och familjen Porcellionidae. Inga underarter finns listade i Catalogue of Life.